# Par le trou de la serrure
Par le trou de la serrure è un cortometraggio del 1901 diretto da Ferdinand Zecca.

## Trama
Il custode di un piccolo albergo, mentre pulisce i piani superiori, incomincia ad sbirciare attraverso i buchi della serratura di quattro stanze diverse per dare un'occhiata alle vite segrete degli inquilini.